# Saccogaster rhamphidognatha
Saccogaster rhamphidognatha är en fiskart som beskrevs av Cohen, 1987. Saccogaster rhamphidognatha ingår i släktet Saccogaster och familjen Bythitidae. Inga underarter finns listade i Catalogue of Life.